# Spaniel tedesco
Lo spaniel tedesco, noto anche come Deutscher Wachtelhund (cane da quaglia tedesco), è la razza di cane più brava alla caccia che è stata sviluppata in Germania intorno al 1890; è usato come cane da caccia. Disceso dal vecchio cane di razza tedesca, lo Stoeberer (letteralmente "rummager"), è diventato popolare con la gente comune in seguito alle rivoluzioni del 1848 negli stati tedeschi, che hanno richiesto un cane da caccia versatile. Lo Stoeberer è ora un tipo di cane da caccia in Germania  che ha per unico discendente il Wachtelhund. La razza non è molto conosciuta al di fuori della Germania, ma è stato riconosciuto dal Kennel Club degli Stati Uniti nel 1996.
È un cane ben costruito, il suo mantello è normalmente in tonalità marrone con occasionali macchie bianche. Esso può essere addestrato per recuperare la selvaggina, così come per l'inseguimento della stessa.
La razza è legata anche al piccolo münsterländer ("Heidewachtel") e al Drentsche Patrijshond, che sono tutti antenati dal cane da quaglia e risalgono almeno al XV secolo.
È una razza canina da cerca appartenente alla classe da cerca, da riporto e da acqua - Classe FCI nr. 8.

## Storia
La creazione del moderno Deutscher Wachtelhund è attribuita a Frederik Roberth, un allevatore di cani tedesco, intorno al 1890. Mentre diverse razze si presentano nella sua composizione, la razza del cane più importante per essere allevata in razza moderna è l'ormai estinto Stoeberer. Lo Stoeberer è stato menzionato nella letteratura fin dal 1719, ed è stato pensato per avere un naso potente come il Bloodhound. A seguito delle rivoluzioni del 1848 negli stati tedeschi, tutti gli uomini negli stati tedeschi furono autorizzati a cacciare e sorse il bisogno di un cane da caccia versatile; questo cane fu lo Stoeberer. Alla fine del XIX secolo, quando Roberth stava lavorando alla sua nuova razza, trovati alcuni esemplari di Stoeberer in Baviera, li usò come incroci con cani da acqua e spaniel sportivi per creare il moderno Spaniel tedesco.
Nel 1903, il Deutscher Wachtelhund è stato riconosciuto come razza, e in seguito fu fondato il club di razza tedesca, il Verein für Deutsche Wachtelhund (VDW). Il termine Stoeberer da allora è usato come categoria di cane da caccia in Germania con il Wachtelhund come unico membro. Nel 1910, la VDW selezionò quattro cani maschi e sette cani di sesso femminile su cui basare lo standard di razza per il Wachtelhund. Questi cani furono selezionati da tutta la Germania, uno proveniente da ogni regione, con due provenienti da Hannover. Tutti i moderni Spaniel tedeschi oggi discendono da questi undici cani.
John Scott, 1º Conte di Eldon, Lord Cancelliere della Gran Bretagna possedeva un Spaniel tedesco di nome Pincher, pensato per essere il suo cane preferito, che è stato dipinto da Edwin Landseer. Il cane originariamente apparteneva al figlio William Henry, ma è diventato il suo compagno costante. Lord Eldon avrebbe scritto del comportamento di Pincher in corrispondenza, ad esempio a Lady FJ Bankes nel dicembre 1831, "Quando sono arrivato a Southampton, Pincher, che manda i suoi più cordiali saluti, marciò fino alla camera da letto, in cui ho dormito le ultime due volte che sono stato lì. La cameriera ha fornito un'altra stanza per me, essendo la casa piena di società per via di un ballo a Southampton. Pincher era a disagio e di malumore, e se avesse potuto parlare, non lo avrebbe permesso." Dopo la morte Lord Eldon, una somma fu lasciata alla figlia Lady Frances specificamente per pagare per la cura del cane.
Di solito non tenuti come animali domestici, questi cani sono di proprietà di forestali tedeschi e cacciatori professionisti. Nel 1960 e '70 diversi Spaniel tedeschi sono stati importati negli Stati Uniti, e i discendenti di quei cani sono tuttora utilizzati in Canada per rintracciare e stanare l'orso nero americano. Un'ulteriore coppia di cani è stata portata negli Stati Uniti nel 1994, e lo States Kennel Club ha riconosciuto la razza nel 1996, collocandola nel Gruppo Gundog.